# Uniunea Democratică a Slovacilor și Cehilor din România
Uniunea Democratică a Slovacilor și Cehilor din România (UDSCR) (cehă: Demokratický svaz Slováků a Čechů v Rumunsku; slovacă: Demokratický zväz Slovákov a Čechov v Rumunsku) este un partid politic etnic din România care reprezintă comunitățile slovacilor și cehilor din această țară.

## Istorie
UDSCR a fost fondat la 4 ianuarie 1990 la Nădlac. Partidul a contestat  alegerile generale din mai 1990. Cu toate că a avut doar 4.584 de voturi (0.03%), a obținut un loc în Camera Deputaților datorită legii electorale care permite scutirea de pragul electoral a partidelor politice reprezentând grupuri minoritare etnice. De atunci a avut câte un loc în parlament în toate legislaturile.

### Președinți
- 1990–1994: Ondrej Ján Štefanko
- 1994–1998: Ondrej Zetocha
- 1998–2002: Peter Kubaľák
- 2002–2006: Ondrej Ján Štefanko
- 2006–prezent: Adrian Miroslav Merka

## Istorie electorală
| Alegeri | Camera Deputaților | Camera Deputaților | Camera Deputaților | Senat  | Senat | Senat  |
| Alegeri | Voturi             | %                  | Locuri             | Voturi | %     | Locuri |
| ------- | ------------------ | ------------------ | ------------------ | ------ | ----- | ------ |
| 1990    | 4.584              | 0,03               | 1                  | –      | –     | –      |
| 1992    | 4.708              | 0,04               | 1                  |        |       |        |
| 1996    | 6.531              | 0,05               | 1                  | –      | –     | –      |
| 2000    | 5.686              | 0,05               | 1                  | –      | –     | –      |
| 2004    |                    |                    | 1                  |        |       |        |
| 2008    | 15.373             | 0,22               | 1                  | –      | –     | –      |
| 2012    | 8.677              | 0,12               | 1                  | –      | –     | –      |
| 2016    | 6.545              | 0,09               | 1                  | –      | –     | –      |
| 2020    | 5.386              | 0,09               | 1                  | -      | -     | -      |
| 2024    | 3.482              | 0,03               | 1                  | -      | -     | -      |

## Vezi și
- Listă de partide politice din România